# Xavier Daugreilh
Xavier Daugreilh, né en 1966, est un auteur de théâtre, scénariste français. 
Il a remporté le Molière du meilleur spectacle comique pour sa pièce Accalmies passagères en 1997.

## Biographie
Formé aux Cours Florent et à l'Atelier International de Théâtre (Blanche Salant/Paul Weaver), Xavier Daugreilh est tout d'abord acteur avant d'écrire ses propres textes. Sa première pièce, Accalmies passagères, est récompensée par un Molière de la meilleure pièce comique. Elle a été mise en scène par Alain Sachs. Il travaille également pour le cinéma et pour la télévision.

## Théâtre
- 1997 : Accalmies passagères, Théâtre La Bruyère. Mise en scène par Alain Sachs
- 2001 : Itinéraire bis, Théâtre La Bruyère. Mise en scène de Stefan Meldegg
- 2002 : Futur conditionnel, Théâtre Tristan Bernard. Mise en scène par Nicolas Briançon[2]
- 2008 : Sans mentir, Théâtre Tristan Bernard. Mise en scène par José Paul[3]
- 2013 : Mensonges d’États, Théâtre de la Madeleine. Mise en scène par Nicolas Briançon[4]

## Nominations et récompenses
- 1997 : Molière du meilleur spectacle comique pour Accalmies passagères[5]